# Dāyere-ye Minā
Dāyere-ye Minā é um filme de drama iraniano de 1975 dirigido e escrito por Dariush Mehrjui. Foi selecionado como representante da Irã à edição do Oscar 1976, organizada pela Academia de Artes e Ciências Cinematográficas.

## Elenco
- Saeed Kangarani - Ali
- Ezzatolah Entezami - Dr. Sameri
- Forouzan - Zahra
- Ali Nassirian - Esmail
- Bahman Fersi - Doctor Davoudzadeh